# Weakley County
Das Weakley County ist ein County im US-amerikanischen Bundesstaat Tennessee. Das U.S. Census Bureau hat bei der Volkszählung 2020 eine Einwohnerzahl von 32.902 ermittelt. Der Verwaltungssitz (County Seat) ist Dresden.

## Geografie
Das County liegt im Nordwesten von Tennessee, grenzt im Norden an Kentucky und hat eine Fläche von 1507 Quadratkilometern, wovon 4 Quadratkilometer Wasserfläche sind. An das Weakley County grenzen folgende Nachbarcountys:
|               | Graves County (Kentucky) |                |
| Obion County  |                          | Henry County   |
| Gibson County |                          | Carroll County |

## Geschichte
Das Weakley County wurde am 23. Oktober 1823 als Original-County aus Chickasaw-Land gebildet. Benannt wurde es nach Robert Weakley, einem Patrioten im Amerikanischen Unabhängigkeitskrieg und späterem Mitglied im Senat von Tennessee und im US-Repräsentantenhaus.

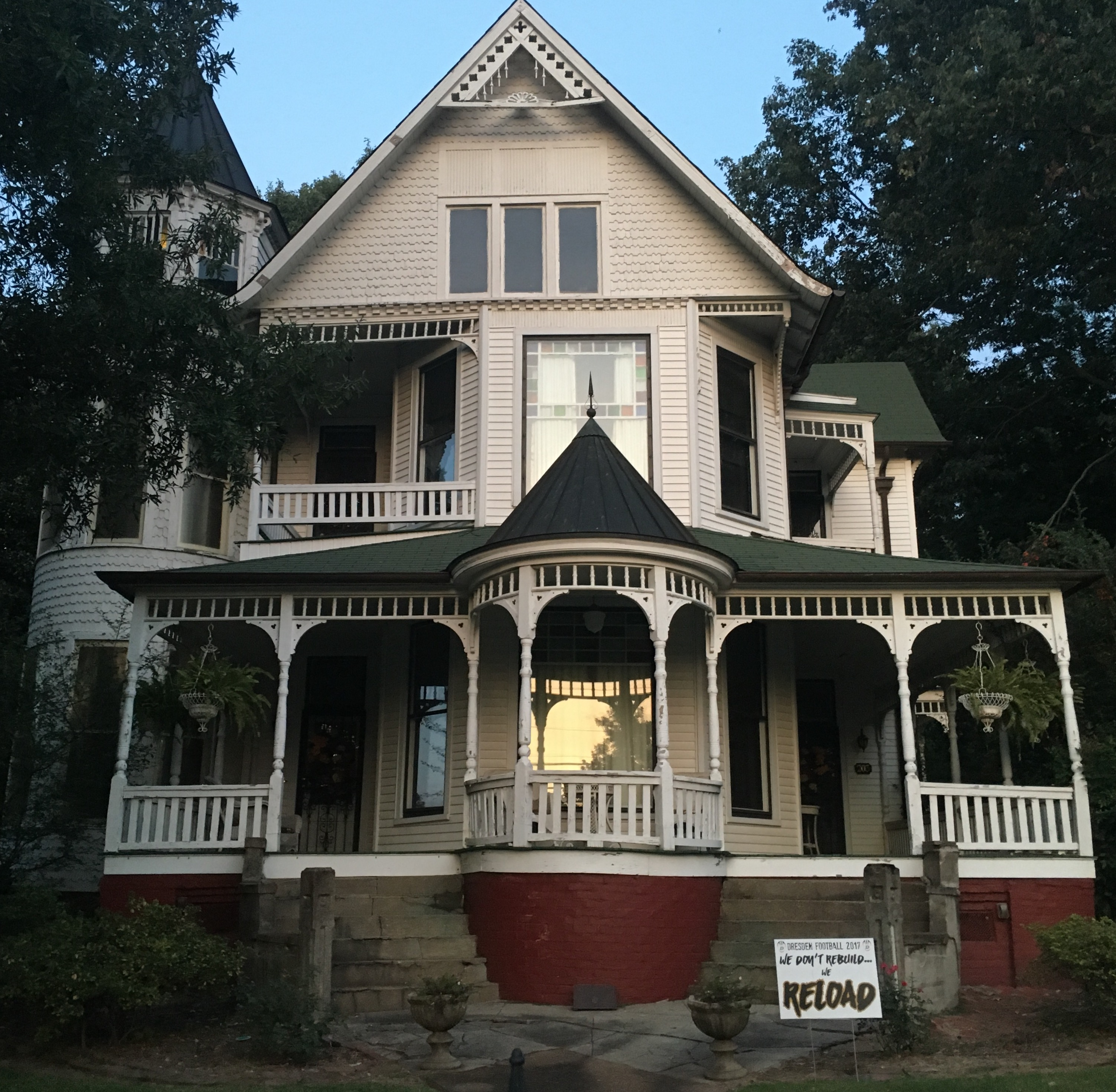
Ivandale ist einer von elf Einträgen des Countys im NRHP.

Elf Bauwerke und Stätten des Countys sind im National Register of Historic Places (NRHP) eingetragen (Stand 14. September 2018).

## Demografische Daten
Nach der Volkszählung im Jahr 2010 lebten im Weakley County 35.021 Menschen in 13.781 Haushalten. Die Bevölkerungsdichte betrug 23,3 Einwohner pro Quadratkilometer. In den 13.781 Haushalten lebten statistisch je 2,35 Personen.
Ethnisch betrachtet setzte sich die Bevölkerung zusammen aus 89,2 Prozent Weißen, 8,0 Prozent Afroamerikanern, 0,3 Prozent amerikanischen Ureinwohnern, 1,2 Prozent Asiaten sowie aus anderen ethnischen Gruppen; 1,3 Prozent stammten von zwei oder mehr Ethnien ab. Unabhängig von der ethnischen Zugehörigkeit waren 2,1 Prozent der Bevölkerung spanischer oder lateinamerikanischer Abstammung.
19,7 Prozent der Bevölkerung waren unter 18 Jahre alt, 64,8 Prozent waren zwischen 18 und 64 und 15,5 Prozent waren 65 Jahre oder älter. 51,1 Prozent der Bevölkerung war weiblich.

Das jährliche Durchschnittseinkommen eines Haushalts lag bei 32.358 USD. Das Pro-Kopf-Einkommen betrug 18.895 USD. 21,7 Prozent der Einwohner lebten unterhalb der Armutsgrenze.

## Ortschaften im Weakley County
| Citys - Greenfield - Martin - McKenzie1 | Towns - Dresden - Gleason - Sharon | Unincorporated Communities - Dukedom - Palmersville |

1 – überwiegend im Carroll County, teilweise im Henry County

## Gliederung
Das Weakley County ist in neun durchnummerierte Distrikte eingeteilt:
| Distrikt | Einwohner (2010) | FIPS     |
| -------- | ---------------- | -------- |
| 1        | 3679             | 47-90184 |
| 2        | 3978             | 47-90374 |
| 3        | 3710             | 47-90564 |
| 4        | 3545             | 47-90754 |
| 5        | 3920             | 47-90944 |
| 6        | 4006             | 47-91134 |
| 7        | 3976             | 47-91324 |
| 8        | 4469             | 47-91514 |
| 9        | 3738             | 47-91704 |